# Júlíana Sveinsdóttir
Júlíana Sveinsdóttir, née le 31 juillet 1889 aux îles Vestmann, en Islande, et morte le 17 avril 1966 à Copenhague, est une peintre et artiste textile islandaise.

## Biographie
Júlíana Sveinsdóttir naît le 31 juillet 1889 aux îles Vestmann, en Islande.  
Élève dans un premier temps du peintre Þórarinn Þorláksson dans son pays natal, Júlíana Sveinsdóttir part ensuite s'installer au Danemark, tout en revenant régulièrement en Islande peindre des paysages l'été.  
Elle étudie à l'Académie royale des beaux-arts du Danemark et sort diplômée en 1917. 
En 1947, elle est lauréate de la médaille Eckersberg. 
Júlíana Sveinsdóttir meurt le 17 avril 1966 à Copenhague. 

## Hommage
Depuis 2008, un cratère de la planète Mercure est nommé Sveinsdóttir en son honneur.